# Željana Zovko
Željana Zovko (ur. 25 marca 1970 w Mostarze) – bośniacka dyplomatka, filolożka i polityk narodowości chorwackiej, ambasador Bośni i Hercegowiny we Francji, Hiszpanii i Włoszech, reprezentująca Chorwację posłanka do Parlamentu Europejskiego VIII, IX i X kadencji.

## Życiorys
Kształciła się w zakresie filologii francuskiej na Uniwersytecie w Sarajewie, studia ukończyła w 1995 na University of North London. Od 1999 była zatrudniona w Prezydium Bośni i Hercegowiny, w latach 2002–2004 zajmowała stanowisko dyrektora gabinetu chorwackiego członka tego ciała. W latach 2004–2008 pełniła funkcję ambasadora Bośni i Hercegowiny we Francji, a od 2008 do 2011 zajmował takie samo stanowisko w Hiszpanii. W latach 2012–2015 pracowała w administracji rządowej jako doradczyni do spraw zagranicznych.
Działaczka HDZ Bośni i Hercegowiny, została sekretarzem tej partii do spraw międzynarodowych. W wyborach do Parlamentu Europejskiego w Chorwacji w 2014 bezskutecznie kandydowała z ramienia Chorwackiej Wspólnoty Demokratycznej w Bośni i Hercegowinie jako przedstawicielka diaspory. W 2015 objęła stanowisko ambasadora Bośni i Hercegowiny we Włoszech. W następnym roku zrezygnowała z tej funkcji, obejmując w październiku 2016 mandat chorwackiej eurodeputowanej w miejsce Davora Stiera (po uprzedniej rezygnacji Ivana Tepeša z jego objęcia). Dołączyła do frakcji Europejskiej Partii Ludowej. Była wybierana na kolejne kadencje Europarlamentu w 2019 i 2024.

## Odznaczenia
W 2012 została odznaczona hiszpańskim Krzyż Wielkim Zasługi Wojskowej z Odznaką Białą.